# جوناس سيبلي
جوناس سيبلي هو سياسي أمريكي، ولد في 7 مارس 1762 في Sutton, Massachusetts ‏ في الولايات المتحدة، وتوفي بنفس المكان في 5 فبراير 1834. نشط حزبياً في الحزب الجمهوري الديمقراطي. وقد انتخب عضو مجلس نواب ماساتشوستس ‏ وانتخب عضو مجلس النواب الأمريكي ‏.